# 高溫計

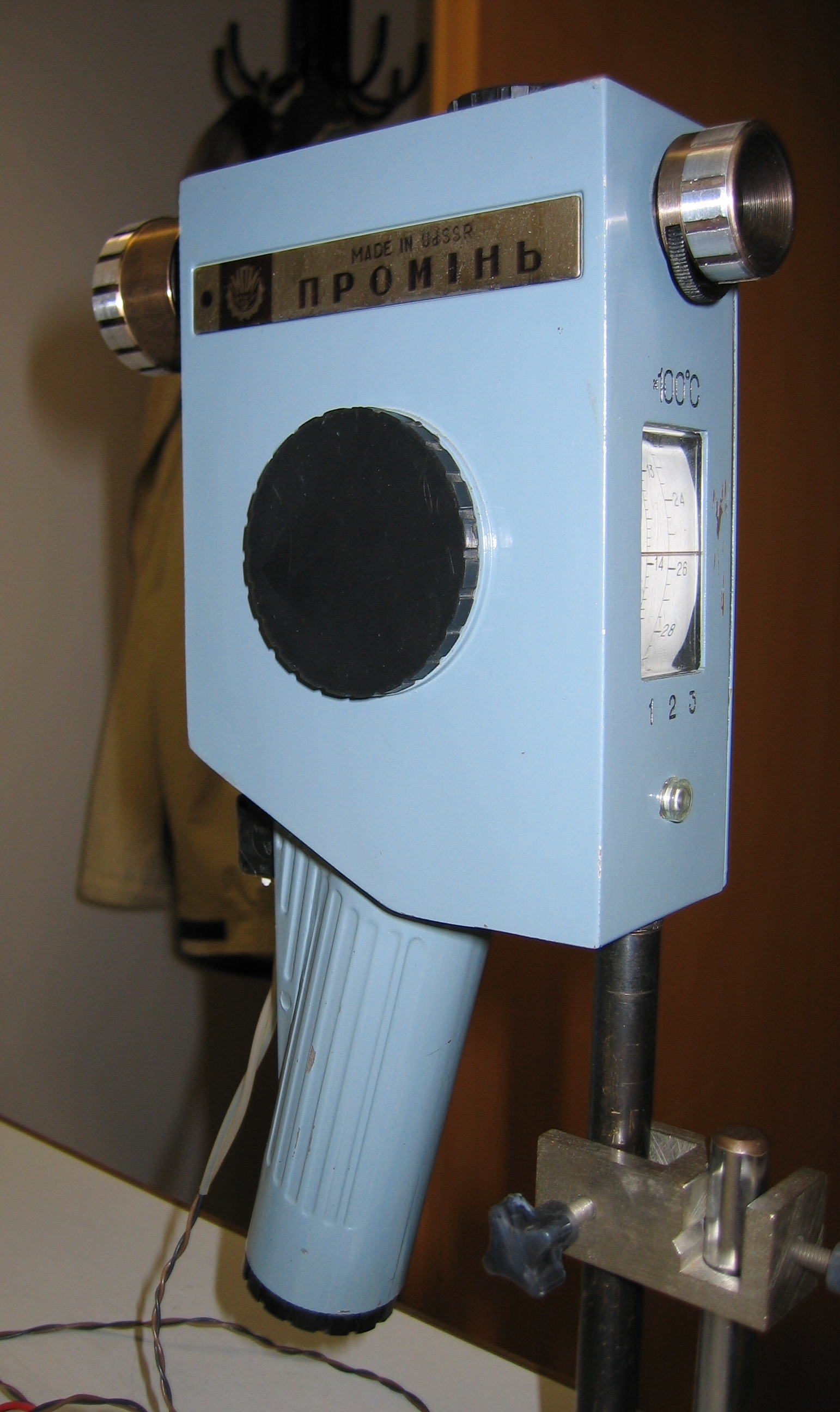
光高温计

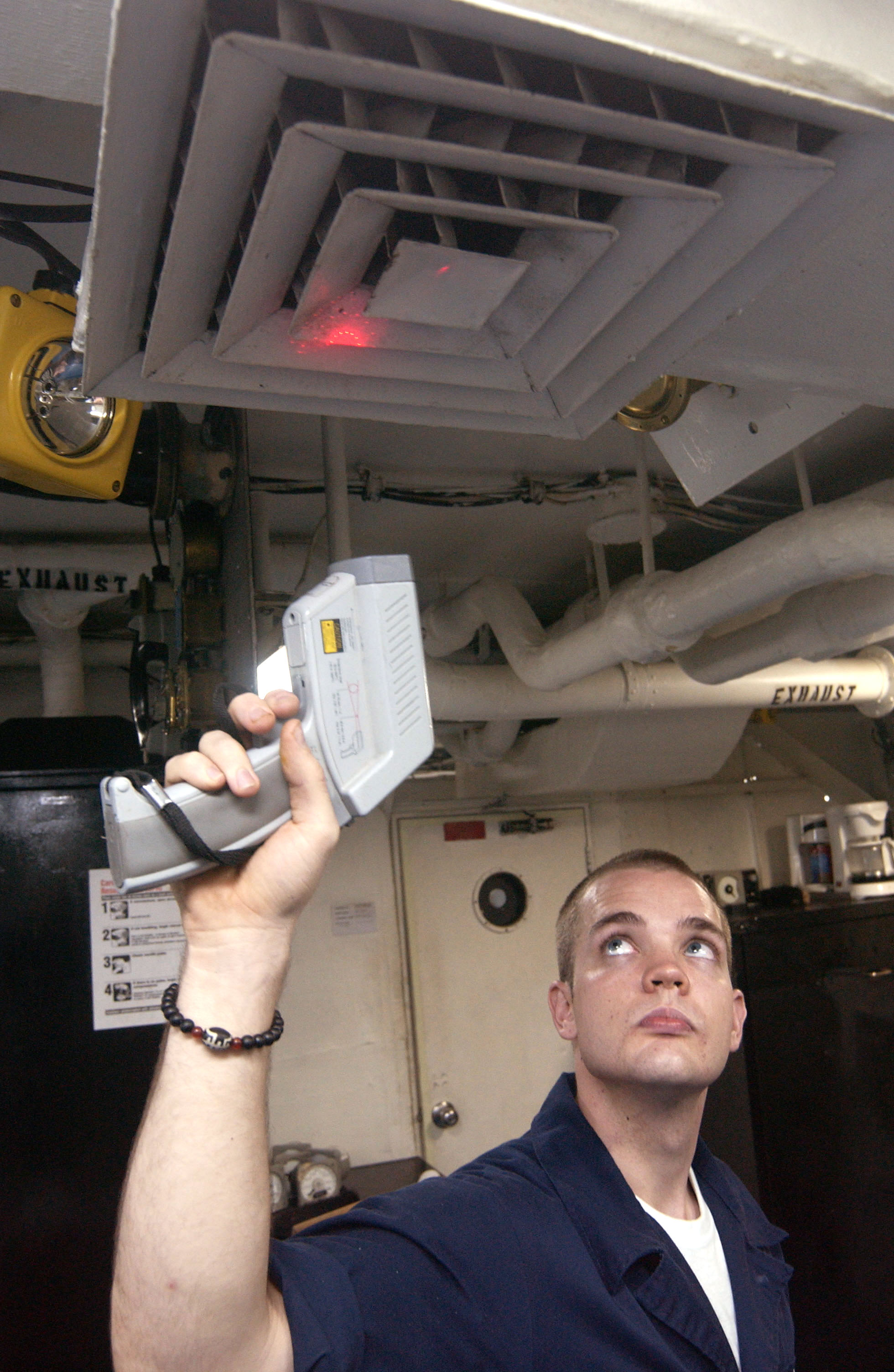
水手检查通风系统的温度。

高溫計是一种用于测量远处物体温度的遥感温度计。 历史上已经存在各种形式的高温计。 在现代用途中，它是一种从远处根据其发出的热辐射量确定表面温度的设备，该过程称为高温测定法，有时也称为辐射测定法。
它的英文名「Pyrometer」一词最初是用来表示一种设备的，该设备能够通过物体发出的白炽灯（至少是炽热的物体发出的可见光）来测量物体的温度。 

## 動作原理
高温计由一个光学设备和一个探测器组成，该探测器收集探测器焦点处的热辐射。 检测器的输出信号（温度T）与物体的热辐射j*有关，根据斯特藩－玻尔兹曼定律，比例系数σ（也称为Stefan-Boltzmann常数）与物体的发射率ε相关在那儿。
可以从该输出信号获得有关物体温度的信息。 如上所述，高温计不需要直接与物体接触，这与需要与物体接触的热电偶和电阻温度检测器有很大的不同。